# Damien Thomas

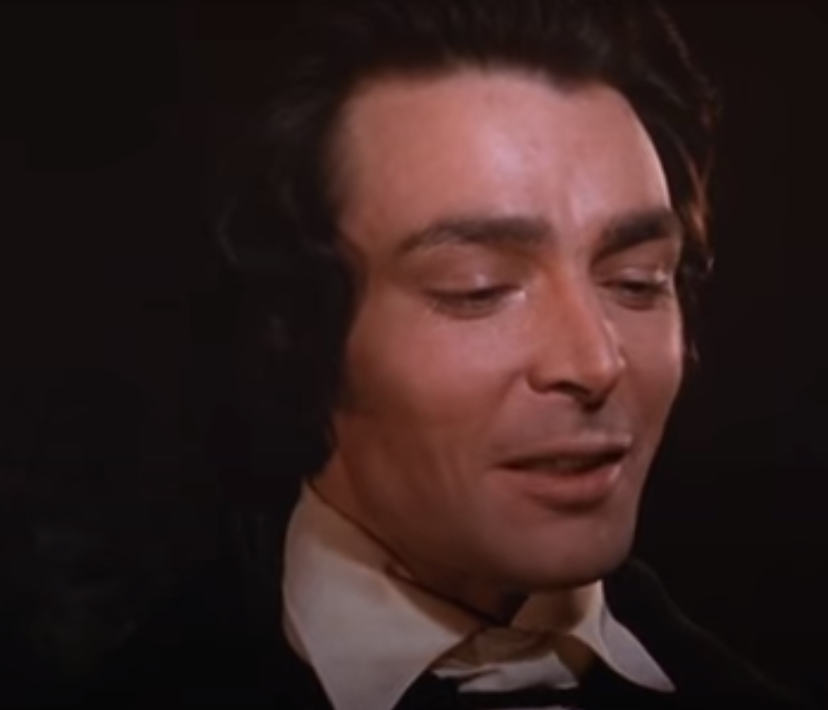
Damien Thomas nei panni del Conte Karnstein in Le figlie di Dracula (1971)

Damien Thomas (Ismailia, 11 aprile 1942 – Salisbury, 18 aprile 2025) è stato un attore britannico.

## Biografia
Noto principalmente per le sue interpretazioni sul piccolo e grande schermo tra gli anni sessanta e ottanta, diede volto a Padre Martin Alvito nella miniserie Shōgun (1980) e a Richard Mason in Jane Eyre, miniserie della BBC del 1983.
Nel corso della sua carriera recitò in film come Journey into Darkness (1968), 23 pugnali per Cesare (1970), Tutte le donne del re (1972), Tiffany Jones (1973), Il messaggio (1976), Sinbad e l'occhio della tigre (1977), Pirati (1986), Non lasciarmi (2010) e Grave Tales (2011).
Ma il ruolo che forse lo rese più noto al grande pubblico fu quello del Conte Karnstein, diabolico nobile-vampiro in Le figlie di Dracula di John Hough per la Hammer Films Productions. Nella pellicola, ultimo capitolo della Trilogia dei Karnstein, egli recitò accanto a Peter Cushing, Dennis Price e alle gemelle Collinson.

## Filmografia

### Cinema
- Journey into Darkness
- 23 pugnali per Cesare (Julius Caesar), regia di Stuart Burge (1970)
- Le figlie di Dracula (Twins of Evie), regia di John Hough (1972)
- Tutte le donne del re (Henry VIII and His Six Wives), regia di Waris Hussein (1972)
- Tiffany Jones, regia di Pete Walker (1973)
- Il messaggio (The Message), regia di Mustafa Akkad (1976)
- Sinbad e l'occhio della tigre (Sinbad and the Eye of the Tiger), regia di Sam Wanamaker (1977)
- Pirati (Pirates), regia di Roman Polanski (1986)
- Non lasciarmi (Never Let Me Go), regia di Mark Romanek (2010)
- Grave Tales
- The Limehouse Golem - Mistero sul Tamigi (The Limehouse Golem), regia di Juan Carlos Medina (2016)

### Televisione
- Shōgun – miniserie TV (1980)
- Jane Eyre – miniserie TV (1983)
- Poirot (Agatha Christie's Poirot) – serie TV, episodio 6x03 (1996)